# Emmerichswalde
Emmerichswalde ist der kleinste Ortsteil der Gemeinde Neißeaue im Landkreis Görlitz im Osten von Sachsen. Das Einzelgut liegt in der Gemarkung von Groß Krauscha und gehört somit dem Verwaltungsverband Weißer Schöps/Neiße an.

## Lage
Emmerichswalde liegt in der Oberlausitz, rund acht Kilometer nördlich von Görlitz und zwölf Kilometer südöstlich von Niesky. Umliegende Ortschaften sind Groß Krauscha im Nordosten, Zodel und Ober-Neundorf im Osten, Ludwigsdorf im Südosten, Charlottenhof im Süden, Kunnersdorf im Südwesten, Kodersdorf im Westen und Kodersdorf-Bahnhof im Nordwesten.
Das Gut liegt an einem Abzweig von der Staatsstraße 127 und unmittelbar an der Bahnstrecke Berlin–Görlitz. Die Bundesstraße 115 ist zweieinhalb Kilometer von Emmerichswalde entfernt. Außerdem liegt die Bundesautobahn 4 in der Nähe, deren nächstgelegenen Anschlussstellen Kodersdorf und Görlitz sind beide jeweils fünf Kilometer entfernt.

## Geschichte
Emmerichwalde wurde etwa 1908 als Vorwerk von Groß Krauscha gegründet. Der Name geht auf ein in der Nähe gelegenes Waldstück zurück, das nachweislich bereits seit 1511 so bezeichnet wurde. Die Siedlung gehörte damals zum Landkreis Görlitz im Regierungsbezirk Liegnitz der preußischen Provinz Schlesien. Kirchlich gehört der Ort als Teil von Groß Krauscha seit jeher zur Kirchengemeinde Zodel. 1919 wurde die Provinz Schlesien geteilt und Emmerichswalde der Provinz Niederschlesien zugeschlagen. 1938 wurden die Provinzen Niederschlesien und Oberschlesien wieder vereinigt, was nach drei Jahren wieder rückgängig gemacht wurde. Nach dem Ende des Zweiten Weltkrieges kam Emmerichswalde als Teil der Gemeinde Groß Krauscha zur Sowjetischen Besatzungszone.
Ab dem 16. Januar 1947 lag Emmerichswalde im Landkreis Weißwasser-Görlitz, der ein Jahr später in Landkreis Niesky umbenannt wurde. Bei der DDR-Kreisreform am 25. Juli 1952 wurde die Gemeinde Groß Krauscha mit Emmerichswalde dem Kreis Görlitz-Land im Bezirk Dresden zugeordnet. Nach der Wiedervereinigung gehörte das Gehöft zum Landkreis Görlitz in Sachsen, der 1994 im neu gebildeten Niederschlesischen Oberlausitzkreis aufging. Am 1. Juli 1995 schloss sich Groß Krauscha mit Kaltwasser und Zodel zu der neuen Gemeinde Neißeaue zusammen, dabei wurde Emmerichswalde ein eigenständiger Ortsteil von Neißeaue, jedoch erhielt er keine eigene Gemarkungsfläche.